# مانويل اجناسيو دي فيفانكو
مانويل اجناسيو دي فيفانكو (بالإسبانية: Manuel Ignacio de Vivanco)‏ (و. 1806 – 1873 م) هو سياسي، وعسكري محترف من بيرو ولد في فالبارايسو.